# هارالد غارتنر
هارالد غارتنر (بالألمانية: Harald Gärtner)‏ هو لاعب كرة قدم ألماني، ولد في 30 نوفمبر 1968 في غيسن في ألمانيا. لعب مع أدميرا فاكر مودلينغ ودارمشتات 98 وفورتونا دوسلدورف ونادي فرايبورغ وهانوفر 96 ويان ريغينسبورغ.

## وصلات خارجية
- هارالد غارتنر على موقع قاعدة بيانات كرة القدم.إي يو (الإنجليزية)
- هارالد غارتنر على موقع بيانات كرة القدم. دي إي (الألمانية)